# Thulehuset, Kungsträdgårdsgatan

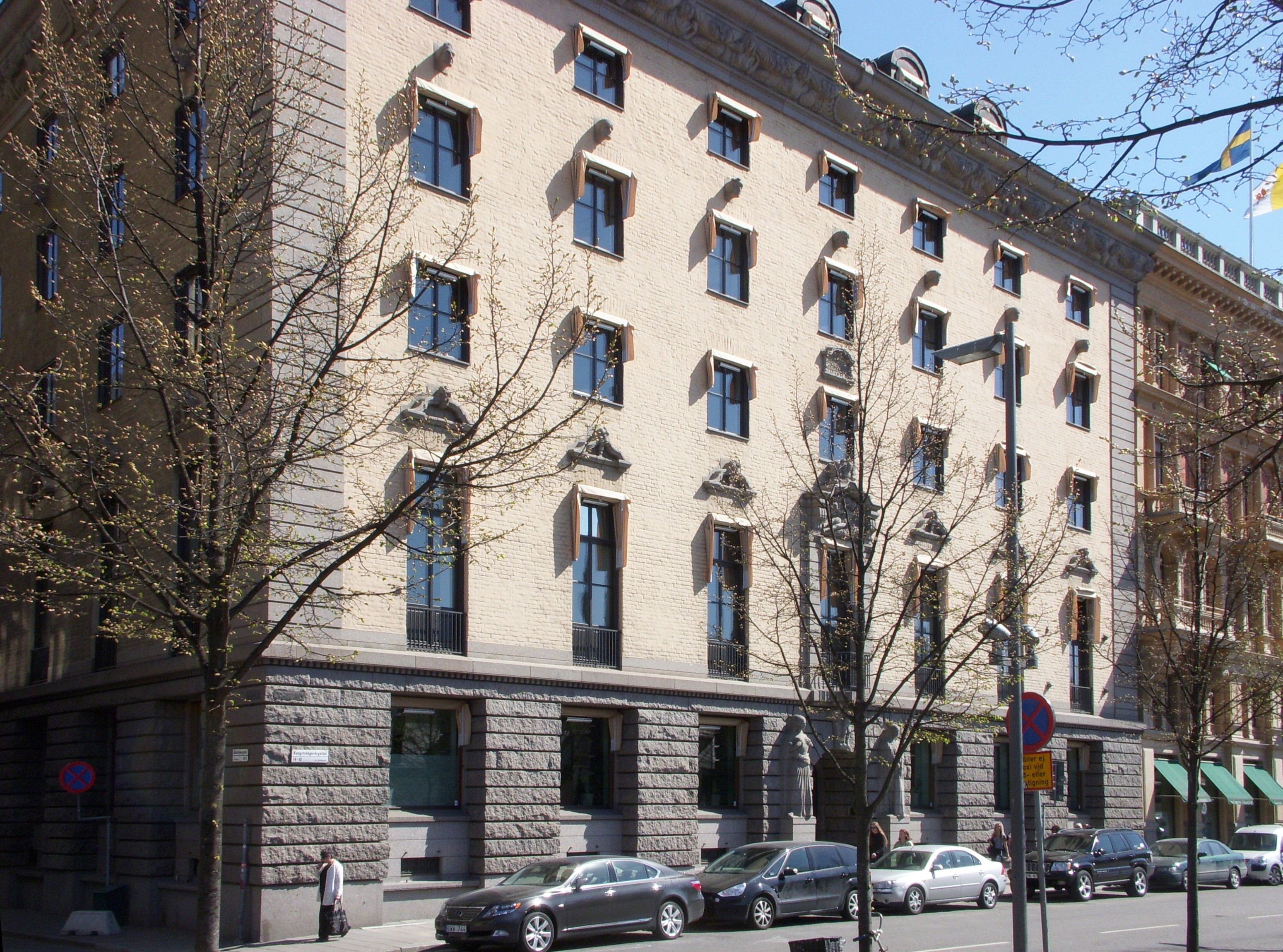
Kungsträdgårdsgatan 14.

Thulehuset på Kungsträdgårdsgatan 14 i Stockholm uppfördes åren 1915–1918 som huvudkontor för Lifförsäkrings AB Thule. Thule hade under ledning av Sven Palme utvecklats till Sveriges och Nordens ledande livförsäkringsbolag under decennierna kring sekelskiftet.
På tomten låg tidigare det Barclayska huset, vilket 1915 hade förvärvats och rivits. Erik Lallerstedt vann den föregående arkitekttävlingen och fick uppdraget att rita det nya huset.  Enligt Thules direktiv var byggnaden "avsedd att uppföras i en gedigen stil- och materialbehandling utan onödig lyx".

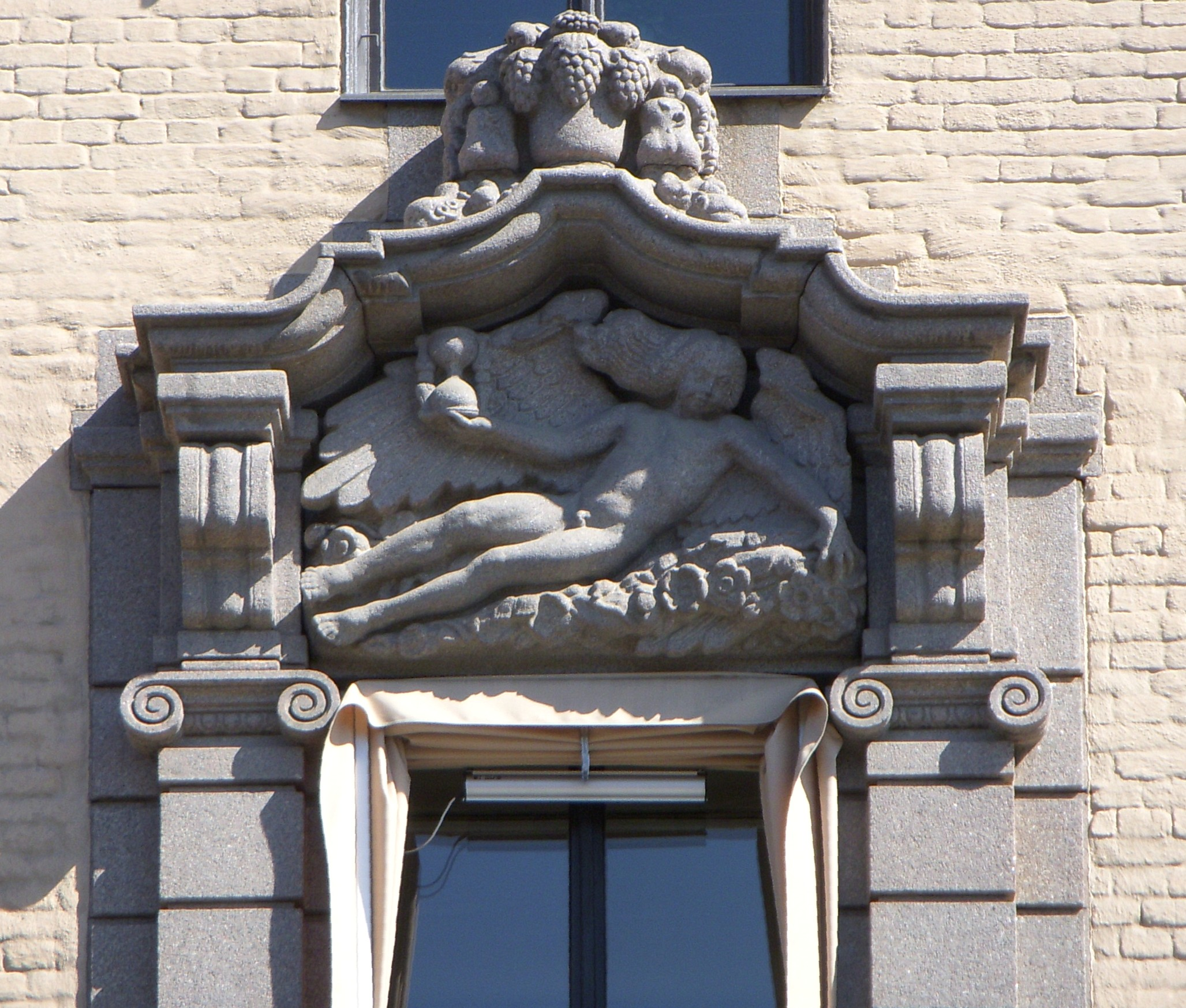
Portalfigurer av Christian Eriksson

Lallerstedt utnyttjade ett schema från den florentinska renessänspalatsen, med rustik bottenvåning i granit med indragna fönster samt en kraftfull taklist. Det slammade teglet som kontrasterar med naturstensdetaljer och byggnadens svängda takfall är typiska för tiden. Portalskulpturen är utförd av Christian Eriksson medan den huggna taklisten i granit utfördes av Ivar Johnsson. Den svagt välvda expeditionshallen återfinns på innergården tillsammans med en öppen plantering. Invändigt återfinns tak- och väggmålningar av Filip Månsson och väggskulpturer i relief av Carl Fagerberg.
Då Thule 1938 flyttade till det nya Thulehuset på Sveavägen köpte AB Stockholmssystemet fastigheten och flyttade in två år senare. Även Kungliga Kontrollstyrelsen med ansvar för motboksärenden, ansökningar, extratilldelning flyttade in. Då de regionala systembolagen 1955 uppgick i riksbolaget blev byggnaden huvudkontor för det nya Systembolaget, och är så än idag.